# Вероніка Гарт
Джейн Естер Гамільтон (англ. Jane Esther Hamilton; нар. 27 жовтня 1956, Лас-Вегас, Невада, США),відома як Вероніка Гарт — американська порноакторка, режисерка порнофільмів. Режисер Пол Томас Андерсон назвав її «Меріл Стріп у порно».

## Ранні роки
Народилася і виросла у Лас-Вегасі, штат Невада. У 16 років закінчила школу і 1976 року здобула ступінь з театрального мистецтва в Університеті Невади в Лас-Вегасі. Після школи працювала в Англії, а потім повернулася до США і переїхала до Нью-Йорка.

## Порноіндустрія
У порнофільмах знімалася два роки, з 1980 по 1982. Здобула славу у порнофільмах «Amanda by Night», «Wanda Whips Wall Street», «Roommates» і «A Scent of Heather». У фільмах часто зображувала «стильних корінних ньюйоркців». Приблизно 1984 року почала знімати сегменти телесеріалу «Electric Blue» від Playboy, з'являтися у фільмах B-Movies і працюючи стриптизеркою. Протягом 1990-х, 2000-х і 2010-х знімала, монтувала і продюсувала порнофільми, одночасно з'являючись в епізодичних ролях (не сексуального характеру) у різних проєктах.
Після продажу 2003 року її основної виробничої компанії VCA компанії Hustler, напрям компанії змінився від повнометражних сюжетних порнофільмів до гонзо. Після закінчення контракту залишила компанію і зайнялася іншою діяльністю, зокрема, працювала гідесою в Музеї еротичної спадщини в Лас-Вегасі.
Працювала на оф-бродвейських сценах у постановках «Дім Бернарди Альби», «Карнавал Тербера», «Дайк і порнозірка» і «Секс-скандал із глибоким горлом».
Зіграла суддю у фільмі «Ночі в стилі бугі», а також з'явилася в іншому фільмі Пола Томаса Андерсона «Магнолія».
Станом на 2014 рік працювала викладачкою сексуальної освіти в Китаї.

## Особисте життя
У 1982 році одружилася зі звукотехніком Майклом Гантом, пізніше розлучилася. Має синів Кріса і Макса, які навчалися в школі для обдарованих дітей. Її участь у порноіндустрії негативно вплинула на її дітей: «Це жахливо для них… Я їхня любляча мама, і нікому не подобається думати про те, що їхні батьки займаються сексом і прославилися цим».

## Вибіркові телепояви
- «Клієнт завжди мертвий», Джин Луїза Макартур, вона ж Вівека Сент-Джон — в епізоді 1 сезону «Відкрита книга» (2001)
- «Історії леді Чаттерлей», Емі (як Джейн Гамільтон) — в епізоді «Рукопис» (2001)
- «Перші роки», Лола — в епізоді «Порно в США» (2001)

## Нагороди
Перемоги
- 1981

AFAA за найкращу жіночу роль — Amanda by Night
- 1982

Премія AFAA за найкращу жіночу роль — Roommates
Премія AFAA за найкращу жіночу роль другого плану — Foxtrot
- 1996

Нагорода AVN за найкраще несексуальне виконання — Nylon
- 1999

Нагорода XRCO за найкраще відео — Torn (режисер і продюсер Гарт)
- 2004

Премія XRCO за найкращу комедію чи пародію — Misty Beethoven: The Musical (режисер, монтаж і продюсер Гарт)
- Зал слави AVN[22][23]
- Зал слави XRCO[24]

Номінації
- 2001

Найкращий режисер AVN — White Lightning
- 2002

Найкращий режисер AVN — Taken
- 2003

Найкращий режисер AVN — Crime and Passion
- 2004

Найкращий режисер AVN — Barbara Broadcast Too
- 2005

Найкращий режисер AVN — Misty Beethoven: The Musical
- 2006

Найкраща несексуальна акторська гра AVN — Eternity
- 2007

Найкраща несексуальна вистава AVN — Sex Pix
- 2008

Найкраща несексуальна акторська гра AVN — Delilah
- 2009

Найкраща несексуальна акторська гра AVN — Roller Dollz